# Aurélien Capoue
Aurélien Capoue (Niort, 11 gennaio 1982) è un ex calciatore francese, centrocampista.
È il fratello maggiore di Étienne Capoue, anch'egli calciatore.